# Can Roqueta (Garriguella)
Can Roqueta és un edifici del municipi de Garriguella (Alt Empordà) que forma part de l'Inventari del Patrimoni Arquitectònic de Catalunya. Està situat a l'oest del nucli urbà de la població, a l'extrem sud-oest del veïnat de Garriguella Vella o de Baix. L'edifici forma cantonada entre els carrers Figueres i de la Torre.

## Descripció
És un edifici pràcticament aïllat amb un gran jardí a la part posterior. És de planta rectangular i està format per dos grans cossos adossats, distribuïts en planta baixa i dos pisos, amb la façana orientada al carrer Figueres. La part davantera de l'edifici presenta la coberta plana amb dues grans terrasses amb sortida a diferent nivell, mentre que la part posterior presenta coberta a un sol vessant de teula. A l'extrem nord-est hi ha un cos rectangular format per una torre quadrada amb teulada a quatre vessants, amb sortida a una petita terrassa des del tercer pis d'aquesta. La façana principal presenta, a la planta baixa, quatre portals rectangulars bastits amb carreus de pedra i llinda plana. Al costat de la porta principal hi ha una petita finestra allargada amb el mateix tipus d'emmarcament.
La primera planta presenta tres finestrals rectangulars amb timpans motllurats a la part superior. El central és triangular i els laterals semicirculars. Tenen sortida a tres balcons amb llosana motllurada i barana de ferro decorada. A la reixa del balcó central hi ha la data 1884. La façana està rematada per una cornisa damunt la qual hi ha una barana d'obra treballada, que delimita la terrassa de la segona planta. El cos adossat al costat est presenta una gran terrassa al nivell de la primera planta, sense barana. La torre presenta dues finestres d'arc de mig punt, al nivell de la segona planta. Tota la construcció ha estat arrebossat i pintada.